# マグヌス (エステルイェートランド公)
マグヌス（Magnus, hertig av Östergötland, 1542年7月25日 - 1595年6月26日）は、スウェーデン王グスタフ・ヴァーサとその2番目の妃マルガレータ・レイヨンフーヴッドの間の次男。父にとっては3番目の息子である。儀礼称号はエステルイェートランド公（hertig av Östergötland）。

## 生涯
マグヌスは精神疾患があり、兄弟たちの王位をめぐる争いに関わることなく、ヴァドステーナ城で生涯を送った。生涯未婚だったが、何人かの庶子がいたことが判っている。「気違い公爵」と呼ばれたマグヌスに関する逸話は多く残っている。例えば、人魚を見たと錯覚して窓の外に飛び出し、城の濠に落ちて溺死しかけた、という話がある。この話が事実だったかどうかは立証できないが、マグヌスは1563年に、城の跳ね橋の建設中に城の濠に落下している。
マグヌスは1595年にリンシェーピング郊外のクングスブロの城館で死去し、ヴァドステーナ修道院に埋葬された。